# Viriato Correia
Manuel Viriato Correia Baima do Lago Filho, ou apenas Viriato Correia (Pirapemas, 23 de janeiro de 1884 — Rio de Janeiro, 10 de abril de 1967) foi um jornalista, escritor, dramaturgo, teatrólogo e político brasileiro.

## Biografia
Viriato nasceu na cidade de Pirapemas, em 1884. Era filho de Manuel Viriato Correia Baima e de Raimunda Silva Baima. Ainda pequeno, foi para a capital do Maranhão para ingressar nos ensinos primários no Colégio São Luís e, posteriormente, no secundário, no Liceu Maranhense. A escrita começou aos 16 anos, com poesias e contos. Mudando-se para Recife, após o curso preparatório, ingressou na Faculdade de Direito, que cursou por três anos.
Inicialmente, seus planos eram de se mudar para o Rio de Janeiro para terminar a faculdade, mas juntou-se à boêmia carioca, traço característico de grande parte dos intelectuais brasileiros da época. No Maranhão em 1903, Viriato publicou seu primeiro livro, uma coletânea chamada Minaretes, que marca o início de sua carreira como escritor.
João Ribeiro foi um feroz crítico da coletânea, acreditando que o título de inspiração árabe não condizia com os contos sertanejos ali incluídos. Completou o curso de Direito no Rio de Janeiro em 1907, mas trabalhou pouco como advogado. Viriato se destacou na literatura, no jornalismo e na carreira política. Por intermédio de Medeiros e Albuquerque, conseguiu um emprego no jornal Gazeta de Notícias. Contribuiu, ao longo dos anos, com vários jornais, como o Jornal do Brasil, Correio da Manhã, além de revistas como a A Noite Ilustrada e a Tico-Tico. Foi também fundador de dois jornais, o Fafazinho e A Rua.

## Atuação política
Ingressou na política em 1911, onde foi eleito deputado estadual no Maranhão e pelo mesmo estado foi deputado federal em 1927 e 1930. Acabou afastando-se da política em 1930 ao ser preso pela Revolução de 1930 e seguiu para a literatura, onde escreveu romances, peças teatrais, livros para crianças e crônicas históricas.

## Academia Brasileira de Letras
Viriato Correia foi membro da Academia Brasileira de Letras, sendo o terceiro ocupante da cadeira 32. Foi eleito em 14 de julho de 1938, na sucessão de Ramiz Galvão, tendo sido recebido por Múcio Leão em 29 de outubro de 1938.

## Morte
Viriato morreu em 10 de abril de 1967, no Rio de Janeiro, aos 83 anos.

## Obras

### Crônicas históricas
- Terra de Santa Cruz (1921)
- Histórias da nossa estória (1921)
- Brasil dos meus avós (1927)
- Baú velho (1927)
- Gaveta de sapateiro (1932)
- Alcovas da história (1934)
- Mata galego (1934)
- Casa de Belchior (1936)
- O país do pau de tinta (1939)
- Minaretes (1903)
- Contos do sertão (1912)
- Novelas doidas (1921)
- Histórias ásperas (1928)

### Romance
- A Balaiada: romance histórico do tempo da Regência (1927)

### Literatura infantil
- Era uma vez... (1908)
- Contos da história do Brasil (1921)
- Varinha de condão (1928)
- Arca de Noé (1930)
- No reino da bicharada (1931)
- Quando Jesus nasceu (1931)
- A macacada (1931)
- Os meus bichinhos (1931)
- História do Brasil para crianças (1934)
- Meu torrão (1935)
- Bichos e bichinhos (1938)
- No país da bicharada (1938)
- Cazuza (1938)
- A descoberta do Brasil (1930)
- História de Caramuru (1939)
- A bandeira das esmeraldas (1945)
- As belas histórias da História do Brasil (1948)
- A macacada (1949)

### Teatro
- Sertaneja (1915)
- Manjerona (1916)
- Morena (1917)
- Sol do sertão (1918)
- Juriti (com música de Chiquinha Gonzaga, 1919)
- Sapequinha (1920)
- Nossa gente (1924)
- Zuzú (1924)
- Uma noite de baile (1926)
- Pequetita (1927)
- Bombonzinho (1931)
- Sansão (1932)
- Maria (1933)
- Bicho papão (1936)
- O homem da cabeça de ouro (1936)
- A Marquesa de Santos (1938)
- Carneiro de batalhão (1938)
- O caçador de esmeraldas (1940)
- Rei de papelão (1941)
- Pobre diabo (1942)
- O príncipe encantador (1943)
- O gato comeu (1943)
- À sombra dos laranjais (1944)
- Estão cantando as cigarras (1945)
- Venha a nós (1946)
- Dinheiro é dinheiro (1949)
- O grande amor de Gonçalves Dias (1959).

## Cronologia
- 23 de janeiro de 1884: nascimento em Pirapemas (MA)[5]
- 1893: mudança para São Luís do Maranhão, início dos estudos no Colégio São Luís e no Liceu Maranhense.[5]
- c. 1900: ingresso na Faculdade de Direito do Recife, aos 16 anos[5]
- 1903: transferência para o Rio de Janeiro e publicação de “Minaretes”[6]
- 1906-1907: coluna “Gazeta das Crianças” na Gazeta de Notícias, sob o pseudônimo Fafazinho[6]
- 1907: bacharelado em Direito pela Faculdade do Rio de Janeiro[6]
- 1908: publicação de “Era uma vez…”, primeiro livro infantojuvenil (em coautoria com João do Rio)[6]
- 1911: eleição para deputado estadual pelo Maranhão[1]
- 1912: lançamento de “Contos do sertão”
- 1915: estreia como dramaturgo, com a peça “Sertaneja”
- 1916-1919: criação e encenação de várias peças regionais e musicadas (“Manjerona”, “Morena”, “Sol do sertão”, “Juriti”)
- 1917: cofundação da Sociedade Brasileira de Autores Teatrais (SBAT)
- 1920: estreia da comédia “Sapequinha”
- 1921: participação no Grupo do Trianon; publicação de “Terra de Santa Cruz”, “Histórias da nossa História”, “Novelas doidas” e “Contos da história do Brasil” (infantil)
- 1924: encenação das comédias “Nossa gente” e “Zuzu”
- 1926: estreia de “Uma noite de baile”
- 1927: eleição para deputado federal pelo Maranhão; publicação de “Brasil dos meus avós”, “Baú velho” e “A Balaiada”
- 1928: lançamento de “Histórias ásperas” e “Varinha de condão”
- 1930: reeleição a deputado federal; mandato cassado pela Revolução de 1930; prisão por cerca de um mês; perda temporária do cargo de professor; publicação de “Arca de Noé” e “A descoberta do Brasil”
- 1931: libertação e afastamento da política; retorno triunfal ao teatro com “Bombonzinho”; participação na criação da Companhia Brasileira de Comédias; publicação de “No reino da bicharada”, “Quando Jesus nasceu”, “A macacada” e “Os meus bichinhos”
- 1932: readmissão ao magistério público; estreia da peça “Sansão”; publicação de “Gaveta de sapateiro”
- 1933: composição da peça “Maria”
- 1934: publicação de “Alcovas da História”, “Mata galego” e “História do Brasil para crianças”
- 1935: lançamento de “Meu torrão”
- 1936: estreia de “Bicho-papão” e “O homem da cabeça de ouro”; nomeação como professor de História do Teatro
- 1938: estreia de “A Marquesa de Santos”; publicação de “Bichos e bichinhos”, “No país da bicharada” e “Cazuza”; eleição para a Academia Brasileira de Letras em julho; posse em outubro
- 1939: composição de “Tiradentes”; publicação de “O país do pau de tinta” e “História de Caramuru”
- 1940: estreia de “O Caçador de Esmeraldas”
- 1941-1944: encenação de “Rei de papelão” (1941), “Pobre diabo” (1942), “O príncipe encantador” (1943), “O gato comeu” (1943) e “À sombra dos laranjais” (1944)
- 1945: estreia de “Estão cantando as cigarras”; publicação de “A bandeira das esmeraldas”
- 1946: estreia de “Venha a nós”
- 1948: publicação de “As belas histórias da História do Brasil”
- 1949: estreia de “Dinheiro é dinheiro”; nova edição de “A macacada”
- 1950-1958: redução do ritmo de produção; atuação ativa nas sessões da Academia Brasileira de Letras e publicações esparsas
- 1959: apresentação de “O grande amor de Gonçalves Dias”
- 1962: publicação de “História da Liberdade no Brasil”
- 1964: registro fotográfico de Viriato votando na eleição da Academia Brasileira de Letras
- 10 de abril de 1967: falecimento no Rio de Janeiro, aos 83 anos; homenagens na ABL e no Maranhão
- Carnaval de 1967: enredo do Salgueiro “História da Liberdade no Brasil” inspirado na obra de Viriato
- Décadas de 1970-2000: reedições de suas obras e crescente atenção de estudos acadêmicos sobre sua produção cultural